# Tyrotama soutpansbergensis
Tyrotama soutpansbergensis là một loài nhện trong họ Hersiliidae. T. soutpansbergensis được miêu tả năm 2005 bởi Foord & Dippenaar-Schoeman.